# 카카메가현

카카메가현

카카메가현(Kakamega County)은 케냐를 구성하는 47개 현 가운데 하나로 현도는 카카메가이며 면적은 3,033.8km2, 인구는 1,660,651명(2009년 기준)이다. 2013년에 실시된 행정 구역 개편에 따라 서부주에서 분리되어 신설되었다. 서쪽으로는 부시아현, 북쪽으로는 붕고마현, 동쪽으로는 우아신기슈현과 난디현, 남쪽으로는 비히가현, 남서쪽으로는 시아야현과 접한다.